# 리타 태거트

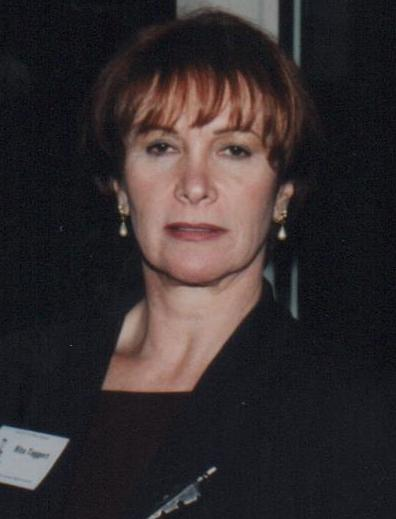

리타 태거트(영어: Rita Taggart, 1949년 12월 19일 ~ )는 미국의 배우이다.
캘리포니아 살리나스에서 태어났다. 아카데미 촬영상을 수상한 촬영 감독 해스컬 웩슬러의 세 번째 부인이었으며, 그가 2015년 사망할 때까지 함께 했다.

## 영화
- 고 포 시스터즈 (2013년)
- The Big Empty (2005) - 단편
- 멀홀랜드 드라이브 (2001년) - 리니 제임스 역
- 림보 (1999년) - 루 역
- 큰 도둑 작은 도둑 (1995년)
- 크로싱 (1992년)
- 알래스카의 빛 (1990년)
- 캐딜락 54 (1990년)
- 코치 (1989년)
- 하우스 3 (1989년)
- 스플래쉬 2 (1988년)
- 성숙 (1988년)
- 잡초 (1987년)
- 매 웨스트 (1982년)
- 다이 래핑 (1980년)
- 중고차 소동 (1980년)
- 출옥자 (1978년)
- 귀향 (1978년)